# Танкета тип 97
Танкета тип 97 (јап. 九七式軽装甲車 テケ, Kyū-nana-shiki kei sōkōsha Teke) је јапанска танкета из Другог светског рата.

## Позадина
Током 20-их година Јапан је купио већи број оклопних возила ради тестирања, укључујући тенкове Рено ФТ-17 и танкете Викерс Карден-Лојд Мк VI. Једино возило купљено за службу био је Рено NC-27: 10 тенкова увезено је 1929. У жељи да не зависи од увоза оружја, 1929. Јапанска војска почела је развој сопствених оклопних возила. Док су друге државе започеле сопствену производњу од мањих возила, Јапан је одмах кренуо са производњом средњих тенкова тип 89, чија је производња почела 1931. Производња је тенкова поверена је Арсеналу Сагами, који је производњу препустио цивилној индустрији, углавном Митсубишију. Тип 92 био је друго изворно јапанско оклопно возило које ушло у серијску производњу - као лако и брзо оклопно возило за коњицу. Ова танкета показала се као еволутивни ћорсокак, што је довело до развоја нових возила, која ће послужити као основа јапанских оклопних снага током рата: танкета тип 94 и лаки тенк тип 95.

## Јапанске танкете
Јапанске танкете биле су предвиђене за извиђање или, са додатком приколице на гусеницама, за снабдевање. Оригиналне Танкете тип 94 са бензинским мотором тежиле су 3.550 кг, имале оклоп дебљине до 12 мм и биле су наоружане само једним митраљезом калибра 6.5 (касније 7.7) мм. Врата постављена позади олакшавала су истовар при разношењу залиха. Склоност ових танкета да лако збацују гусенице довела је до њихове замене тежим танкетама тип 97 са дизел мотором, од којих су неке биле наоружане топом од 37 мм (типа 94) уместо митраљеза. Мотор је померен назад, што му је олакшало приступ, али је донекле отежало употребу возила за разношење залиха.
У суштини, једина предност танкете крајем 30-их година била је ниска цена: танкета тип 97 коштала је двоструко мање од лаког тенка тип 95, и троструко мање од средњег тенка типа 97.

### У борби
Ниједно возило није имало радио, што је ограничавало њихову употребљивост за извиђање. Танкете су често, силом прилика, упућиване у борбу, посебно у каснијој фази рата, где су због танушног оклопа и куполе са једним чланом посаде биле већином неефикасне. Више варијанти танкете типа 97 направљено је за специјалне задатке: за забијање стубова и за развлачење телефонске жице.